# كهنة ملالر (أختاتشي الشرقي)
کهنة ملالر (بالفارسية: کهنه‌ملالر) هي قرية تقع في إيران في أذربيجان الغربية. يقدر عدد سكانها بـ 42 نسمة بحسب إحصاء 2016.